# Лунната долина
„Лунната долина“ (на английски: The Valley of the Moon) е роман от американския писател Джек Лондон. Книгата проследява нелекия живот на младо семейство от работническата класа – Били и Саксън Робъртс от Оукланд. Животът там става твърде неудовлетворителен и двамата тръгват да търсят своето щастие далече от града, като накрая намират Лунната долина, за която са мечтали. Романът е издаден през 1913 г.